# Zapornia akool
La gallineta akul o gallineta akool (Zapornia akool) es una especie de ave gruiforme de la familia Rallidae. Está ampliamente distribuida en Asia, encontrándose en Birmania, China, India, Nepal, Pakistán y Vietnam.

## Subespecies
Se han descrito las siguientes subespecies:
- Zapornia akool akool
- Zapornia akool coccineipes